# Liste der Filmfestivals in Afrika
Die Liste der Filmfestivals in Afrika ist eine alphabetisch sortierte Übersicht über Filmfestivals in afrikanischen Ländern mit Angabe des Genres und des Austragungsortes.
| Name                                                                                        | seit | Ort                                                     | Staat                        | Typus                 | Anmerkungen/websites                                                                                        |
| ------------------------------------------------------------------------------------------- | ---- | ------------------------------------------------------- | ---------------------------- | --------------------- | --- |
| Alexandria International Film Festival                                                      | ?    | Alexandria                                              | Ägypten                      | International         | Zweitältestes Filmfestival Ägyptens                                                                         |
| Cabo Verde International Film Festival (CVIFF)                                              | 2010 | Insel Sal                                               | Kap Verde                    | International         | Erstes Filmfestival Kap Verdes                                                                              |
| Cairo International Film Festival                                                           | 1976 | Kairo                                                   | Ägypten                      | International         | Erstes Filmfestival des Mittleren Ostens                                                                    |
| Carthage Film Festival                                                                      | 1966 | Karthago                                                | Tunesien                     | Regional              | Teilnahmevoraussetzung: Filme müssen einen Regisseur afrikanischer oder mittelöstlicher Nationalität haben. |
| DjarFogo International Film Festival                                                        | 2019 | Praia                                                   | Kap Verde                    | International         | |
| Dockanema                                                                                   | 2006 | Maputo                                                  | Mosambik                     | Dokumentarfilme       | erstes Dokumentarfilmfestival der Region; 2012 eingestellt                                                  |
| Doc Luanda                                                                                  | 2022 | Luanda                                                  | Angola                       | Dokumentarfilm        | Erstes Dokumentarfilmfestival Angolas                                                                       |
| Durban International Film Festival                                                          | 1979 | Durban                                                  | Südafrika                    | Regional              | Zumeist afrikanische oder asiatische Premierenvorführungen.                                                 |
| Ecrans Noirs                                                                                | 1997 | Yaoundé                                                 | Kamerun                      | International         | Seit 2008 mit Vergabe internationaler Preise                                                                |
| Everglades Film Festival                                                                    | 1990 | Durban                                                  | Südafrika                    | International         | Internationale & lokale Filme                                                                               |
| FESPACO (Festival panafricain du cinéma et de la télévision de Ouagadougou)                 | 1975 | Ouagadougou                                             | Burkina Faso                 | International         | Größtes afrikanisches Filmfestival                                                                          |
| Festival Internacional de Cinema LGBTI                                                      | 2022 | Praia                                                   | Kap Verde                    | International         | LGBT-Filme                                                                                                  |
| Festival Internacional de Cinema Luanda (FIC Luanda)                                        | 2008 | Luanda                                                  | Angola                       | International         | seit 2013 mit integriertem nationalen Wettbewerb                                                            |
| Festival Internacional de Cinema Pan-Africano de Luanda (PAFF)                              | 2022 | Luanda                                                  | Angola                       | Afrikanische Filme    | |
| Festival Internacional de Curta Metragem da Kianda (FESC-KIANDA)                            | 2020 | Luanda                                                  | Angola                       | Kurzfilme             | (keine Homepage, nur E-Mail und Facebook-Seite)                                                             |
| Festival International du Film de Marrakech (FIFM)                                          | 2000 | Marrakesch                                              | Marokko                      | International         | |
| Festival international du film de femmes de Salé (FIFFS)                                    | 2004 | Salé                                                    | Marokko                      | International         | Frauenfilmfest                                                                                              |
| FICKIN' International Film Festival Kinshasa (Festival International du Cinéma de Kinshasa) | 2013 | Kinshasa                                                | Demokratische Republik Kongo | International         | |
| Global Migration Film Festival West and Central Africa                                      | 2021 | Dakar                                                   | Senegal                      | International         | Filme mit Migrationsthematik                                                                                |
| PLATEAU-Festival Internacional de Cinema da Praia (PIFF)                                    | 2014 | Praia                                                   | Kap Verde                    | International         | |
| Real Life Pan-African Documentary Film Festival                                             | ?    | Accra                                                   | Ghana                        | ?                     | |
| Sahara Film Festival                                                                        | 2004 | Polisario-Flüchtlingscamp in Algerien, westliche Sahara | Marokko                      | ?                     | |
| São Tomé FestFilm                                                                           | 2014 | São Tomé                                                | São Tomé und Príncipe        | International         | |
| Viana CineFest                                                                              | 2020 | Viana (Luanda)                                          | Angola                       | Freiluft-Filmfestival | |
| Zanzibar International Film Festival                                                        | 1997 | Sansibar                                                | Tansania                     | International         | |
| Zimbabwe International Film Festival                                                        | 1997 | Harare                                                  | Simbabwe                     | International         | |